# Марка колониального типа

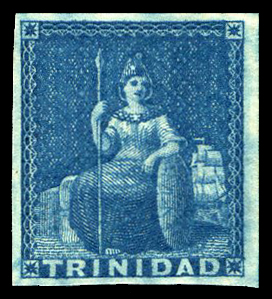
Негашеная почтовая марка Тринидада колониального типа с изображением аллегорической фигуры «Сидящая Британия»

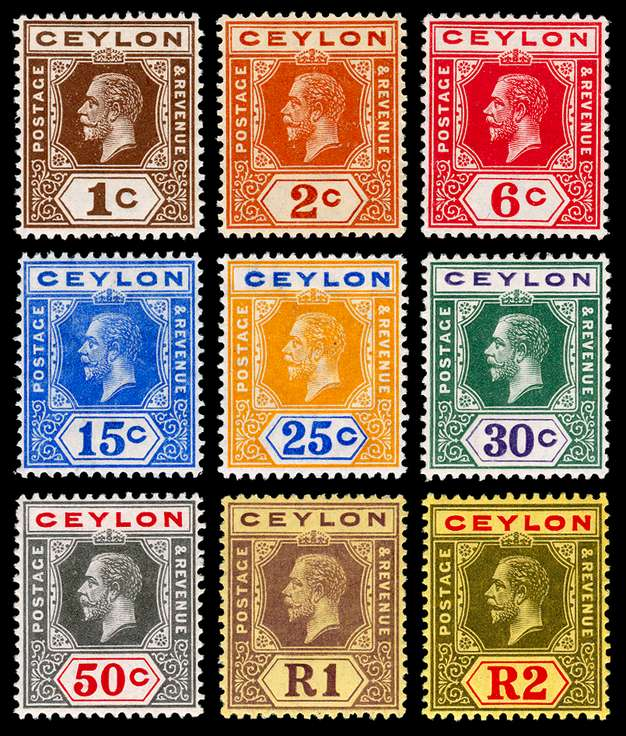
Эти негашеные почтовые марки, изданные в Великобритании для использования на Цейлоне, служат хорошей иллюстрацией колониального типа марок

Марка колониального типа — почтовая марка единообразного рисунка; подобные марки широко использовались колониальными территориями в XIX и XX веках.

## Происхождение
Идею однотипного марочного рисунка придумали в типографской компании «Перкинс Бэкон», которая использовала этот подход при печати почтовых марок для Тринидада (1851), Барбадоса (1852) и Маврикия (1858). При этом во всех случаях марки имели один и тот же аллегорический рисунок типа «Сидящая Британия».

## Описание
Идея была доработана компанией «Де Ла Рю» в 1879 году, когда процесс печати был разбит на два этапа: путём использования эталонной печатной формы (англ. «key plate» или «head plate») для основной части рисунка и отдельной печатной формы с текстом («duty plate») для названия колонии и номинала. Эти марки часто называют колониальным типом марок. При этом в англоязычном филателистическом сообществе дополнительно от марок «key type» (которые всегда одноцветные) отличают марки «key plate» (которые всегда двухцветные). Последний метод имеет то преимущество, что большая часть рисунка остается неизменной в каждой серии почтовых марок, при этом изменяется только номинал, название государства и цвета.
Почтовые марки колониального типа широко использовались Великобританией, Германией, Францией, Испанией и Португалией.

Примеры почтовых марок колониального типа
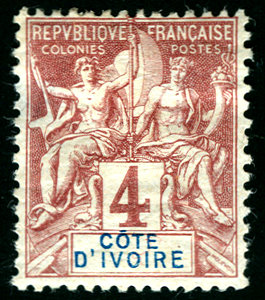
1892: марка номиналом в 4 сантима для Кот д’Ивуар (Берег Слоновой Кости) из французской серии колониального типа «Мореплавание и торговля»[англ.]
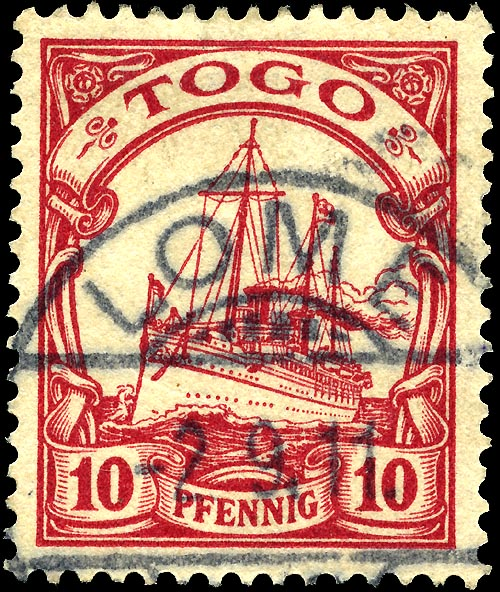
1900: гашёная марка германского колониального типа «Яхта „Гогенцоллерн“» для Того

## Фискальные марки
Колониальный тип с использованием эталонной печатной формы был также широко распространён среди фискальных марок Бирмы (Мьянмы), Великобритании, Индии, Ирландии, Мальты и Фискальные марки Пакистана. У таких марок была плакетка в нижней части, на которой надпечатывался текст для указания вида использования, например: англ. «Consular Service» («Консульская служба»), «Contract Note» («Для договоров»), «Notarial» («Нотариальная»), «Special Adhesive» («Специальная наклейка»), «Stocks & Shares» («Акции»). Мальта была единственной страной, которая также выпускала ненадпечатанные марки (с оставленной пустой плакеткой внизу).

Примеры фискальных марок, изготовленных по колониальному типу
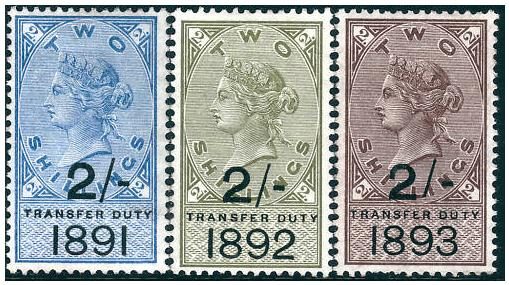
Великобритания (1891—1893): портрет королевы Виктории, с надпечаткой «Transfer Duty» («Плата за перевод денег»)
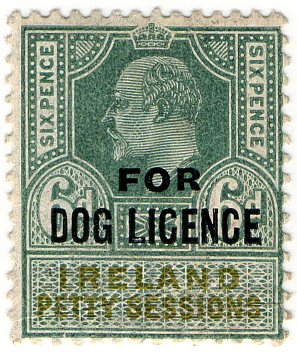
Великобритания (1903): портрет Эдуарда VII, с надпечаткой «Petty Sessions» («малых сессий[англ.]») для использования в Ирландии (дополнительная надпечатка «Dog Licence» («Регистрационное свидетельство на собаку[англ.]»)
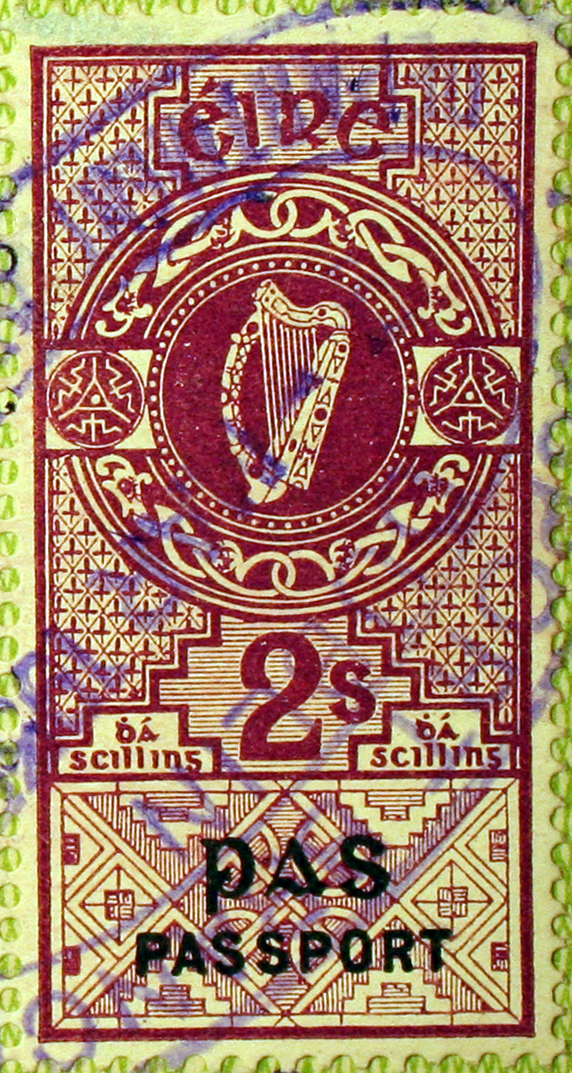
Ирландия (1925): тип «Арфа», с надпечаткой «Passports» («Паспорта»)
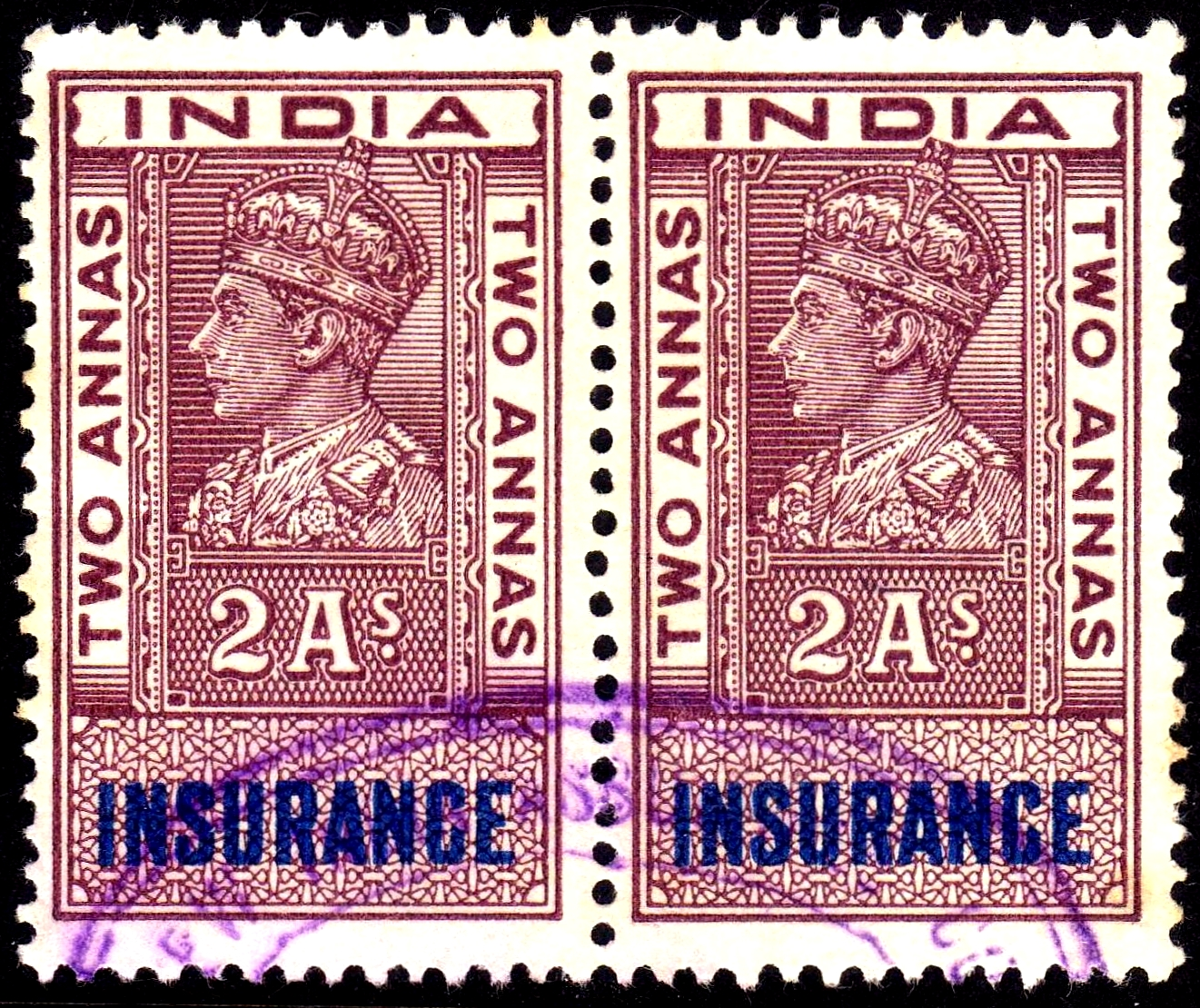
Индия (1937): портрет Георга VI, с надпечаткой «Insurance» («Страхование»)
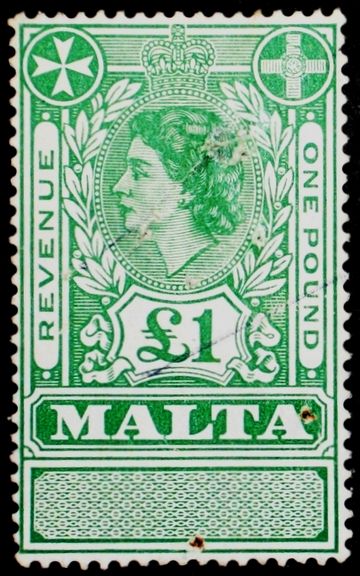
Мальта (1954): портрет Елизаветы II, с ненадпечатанной плакеткой в нижней части